# Токат (миноносец)
Миноносец «Токат» — турецкий, впоследствии греческий, миноносец.
Построен в Италии фирмой «Ансальдо». Один из девяти кораблей серии османских миноносцев типа «Акхисар», построенных «Ансальдо» в 1904—1906 годах. Другими кораблями серии были «Анталья (миноносец)», «Анкара» «Альпагот» «Урфа» «Драч» «Кютахья» «Мосул» и «Акхисар». Во время Итало-турецкой войны при разгроме турецкой флотилии итальянцами в морском сражении при Превезе (Сражение при Превезе (1911)) 23 сентября был выброшен экипажем на мелководье. Миноносец получил 15 попаданий снарядов, загорелся и был добит итальянскими орудиями. При этом погибли 9 членов экипажа, включая капитана.
После греческих побед над турками в Первой Балканской войне 1912—1913 года и освобождения Превезы греческой армией миноносец был поднят греческим флотом, отремонтирован и введён в состав флота в качестве водолея. Выведен из состава флота в 1921 году и продан на лом